# Слоновые
Слоно́вые, или слоны́ (лат. Elephantidae), — семейство класса млекопитающих из отряда хоботных. В настоящее время к этому семейству относятся 3 ныне живущих вида. Африканские саванные слоны — наиболее крупные наземные млекопитающие.

## Классификация
1. Размер ушей;
2. Форма лба;
3. Только у некоторых африканских слонов есть бивни;
4. Количество колец хобота;
5. Количество ногтей;
6. Длина хвоста;
7. Спина африканского слона опускается вниз, а у азиатского слона она выгибается вверх.

Физиологические и морфологические различия между африканским слоном (Loxodonta africana, слева) и азиатским слоном (Elephas maximus, справа):

В семействе слоновых три (ранее выделялось только два) современных вида слонов, относящихся к двум родам, и несколько древних вымерших родов:
- Loxodonta — Африканские слоны
  - Loxodonta africana — Саванный слон
  - Loxodonta cyclotis — Лесной слон
  - † Loxodonta creutzburgi
- Elephas — Индийские слоны
  - Elephas maximus — Азиатский слон
  - † Elephas beyeri
  - † Elephas chaniensis
  - † Elephas cypriotes — Кипрский карликовый слон
  - † Elephas falconeri — Сицилийский карликовый слон
  - † Elephas melitensis
  - † Elephas moghrebiensis
  - † Elephas nawataensis
  - † Elephas priscus
- † Mammuthus — Мамонты, вымерли на большей части ареала в конце ледникового периода около 10 000 лет назад, и окончательно (последняя популяция возможно существовала на острове Врангеля) около 4000 лет назад.
  - † Mammuthus columbi — Мамонт Колумба
  - † Mammuthus exilis — Карликовый мамонт
  - † Mammuthus hayi
  - † Mammuthus imperator — Императорский мамонт
  - † Mammuthus lamarmorae
  - † Mammuthus meridionalis — Южный мамонт, или Южный слон
  - † Mammuthus primigenius — Шерстистый мамонт
  - † Mammuthus trogontherii — Степной мамонт
- † Primelephas
  - † Primelephas korotorensis
- † Palaeoloxodon — Палеолоксодоны, прямобивневые слоны
  - † Palaeoloxodon antiquus — Прямобивневый лесной слон
  - † Palaeoloxodon mnaidriensis
  - † Palaeoloxodon naumanni
  - † Palaeoloxodon recki
  - † Palaeoloxodon tokunagai
  - † Palaeoloxodon namadicus

Ископаемые слоновые известны с раннего миоцена.

## Современные виды слонов

### Описание

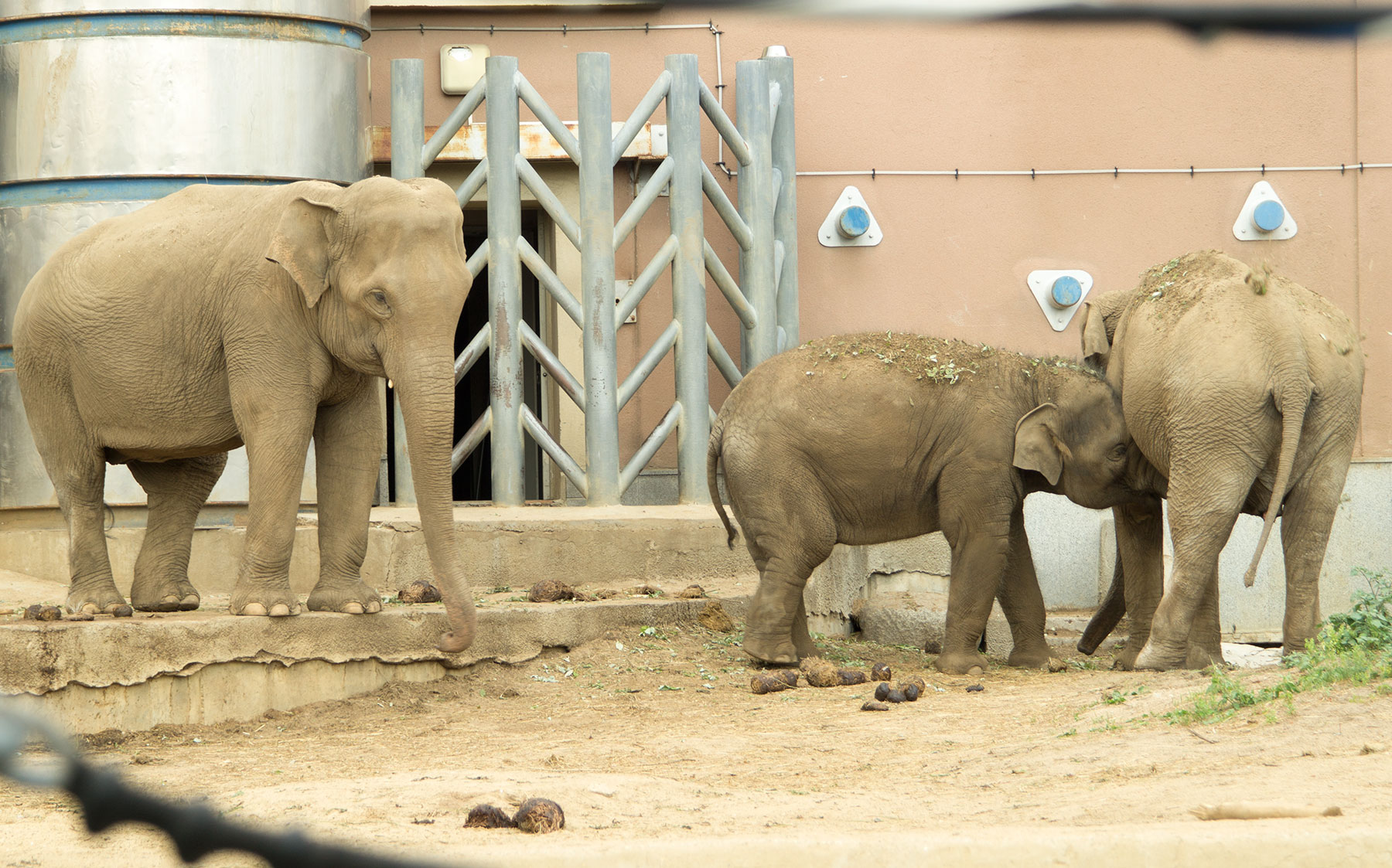
Азиатский слон|Азиатские (индийские) слоны (Elephas maximus) в Московском зоопарке

Слоны — самые крупные наземные животные на Земле. Обитают они в Юго-Восточной Азии и Африке в тропических лесах и саваннах. Самыми крупными являются африканские саванные слоны, их масса может превышать 6 тонн. Слоны в природе живут до 70 лет. В неволе продолжительности жизни может составлять до 75 лет.
Полупальцеходящие животные. В центре стопы слона есть жировая подушка, которая каждый раз, когда слон опускает ногу, «расплющивается», увеличивая площадь опоры. На верхней челюсти у слонов есть бивни — видоизменённые резцы, растущие в течение всей жизни животного. Обычно слоны либо имеют два бивня, либо не имеют их вообще (у африканских слонов бивни имеют и самцы и самки, у индийских — только самцы). С помощью бивней они обдирают кору с деревьев и рыхлят землю в поисках соли, а также наносят раны хищникам.
Чтобы защититься от паразитов, слоны нередко обливаются жидкой грязью. Засохшая грязевая корочка служит хорошей защитой от насекомых и способствует заживлению ранок на коже.
Характерным органом слона является хобот, образованный из носа и верхней губы и заканчивающийся одним или двумя отростками. Расположенные на конце хобота ноздри служат органом обоняния; хобот служит органом хватания, позволяя слону собирать низкорастущую траву с земли и срывать плоды с высоко расположенных веток; при питье слон набирает воду в хобот, а затем выливает в рот. Также с помощью хобота слон может в сильную жару устроить себе душ, окатив себя водой, пылью или той же грязью.
Слоны очень любят воду и часто скапливаются возле водоёмов, где утоляют жажду (в день они выпивают от 70 до 90 литров воды, но при сильной жажде могут, подобно верблюдам, выпить целый гектолитр всего за 5 минут) и принимают ванны. Они хорошо плавают, почти полностью погружаясь под воду, выставив на поверхность хобот. Во время засухи пустынные слоны в заповеднике Этоша могут обходиться без воды до 5 дней, а также способны находить места, где вода находится неглубоко от поверхности земли (зачастую проходя для этого десятки километров), и выкапывать там своеобразные колодцы, которыми, помимо них, пользуются и другие животные, страдающие от жажды.
На слонов нелегально охотятся из-за их бивней, используемых в украшениях и поделках (международная продажа слоновой кости запрещена с 1989 года соглашением CITES). Для предотвращения полного уничтожения, слоны были занесены в Международную Красную книгу. В ряде африканских стран, где популяция слонов достаточно высокая, разрешена дорогостоящая трофейная охота-сафари на слона, по лицензиям в охотничьих заказниках. Вырученные средства направляются на финансирование охраны парков и заповедников, мясо убитых слонов употребляется в пищу. Ошибочно считалось, что в африканских саваннах и джунглях не находят бивней умерших слонов. Возникла даже легенда, будто слоны уходят умирать на таинственные и неприступные слоновьи кладбища. Однако западногерманский зоолог и исследователь африканских животных, Бернгард Гржимек, опроверг этот миф. Начиная с колониального периода бивни убитых или умерших слонов сразу же выламывались местным населением для продажи европейцам, что и послужило поводом для легенд об отсутствии бивней у умерших слонов. Охота на слонов ради получения бивней привела к тому, что слоны, не имеющие бивней, получили преимущество в размножении, на данный момент в Африке обитают более 700 особей с мутацией гена wnt10a и не имеющих бивни (все — самки).
Вопреки распространённому мнению, у слона всего две коленные чашечки, и слоны не умеют прыгать.

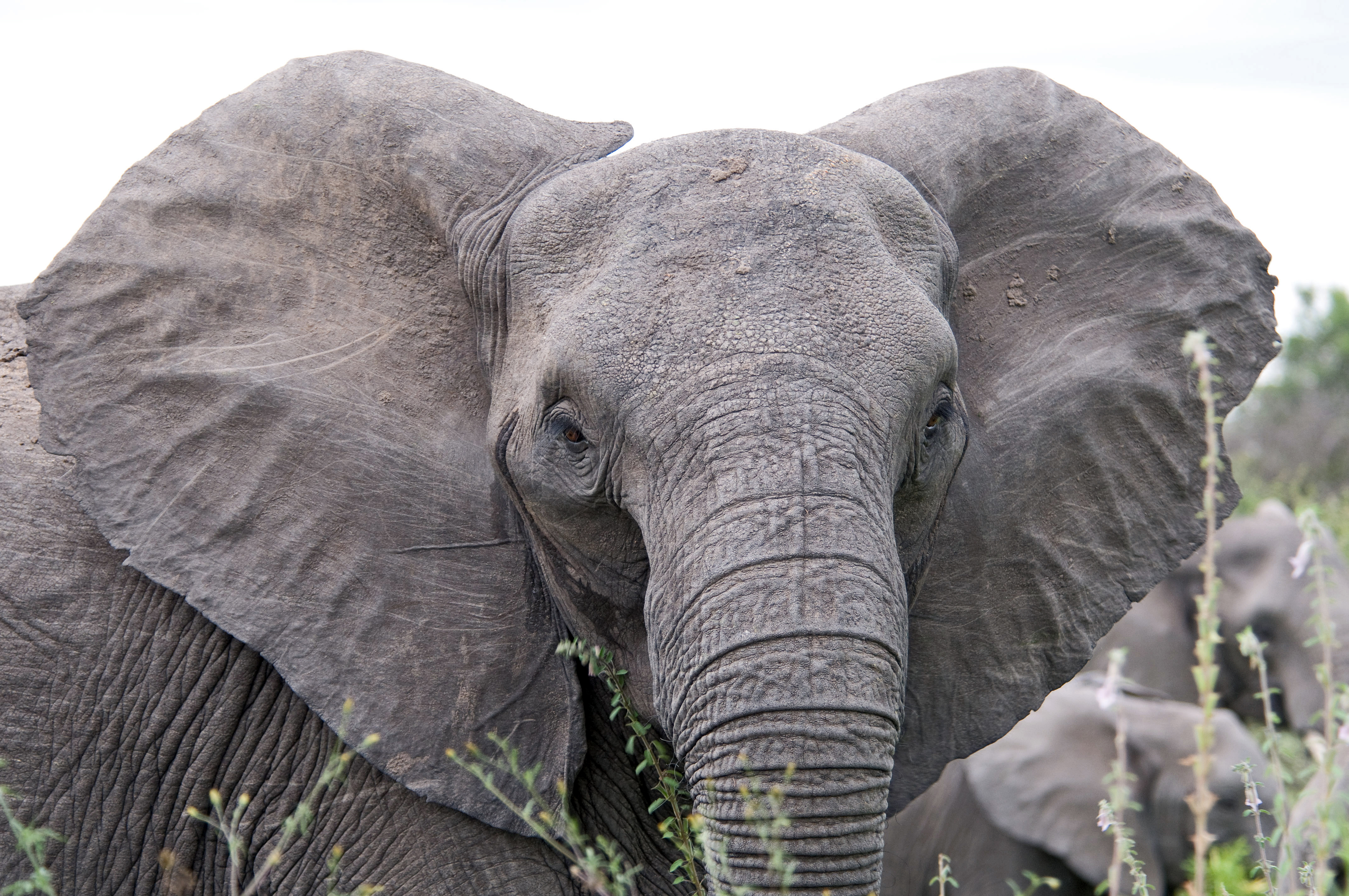
Расправленные уши саванного слона. Видны кровеносные сосуды

Уши современных слоновых имеют толстые основания и тонкие края. Ушные раковины пронизаны многочисленными кровеносными сосудами — капиллярами. Кровь, поступающая в капилляры, отдаёт тепло в окружающую среду, создавая тем самым механизм терморегуляции. Большая площадь поверхности ушных раковин позволяет слонам эффективно избавляться от избытка тепла. Помахивание ушами увеличивает эффект охлаждения. Африканские слоны, живущие в более жарком климате, чем индийские, обладают, соответственно, более крупными ушными раковинами.
Слоновые хорошо слышат в области низких частот, вплоть до инфразвука, но наибольшая чувствительность их слуха на частоте около 1 кГц. Слоны обладают музыкальным слухом и музыкальной памятью, способны различать мелодии из трёх нот, музыку на скрипке и низкие звуки баса и рога предпочитают высоким флейтовым мелодиям.
Также, вопреки распространённому заблуждению, слоны абсолютно не боятся мышей и других мелких животных.
Слоны — социальные животные. Обычно они образуют группы из самок и детёнышей, возглавляемых старой и опытной самкой. Самцы образуют отдельные стада. Взрослый самец может временно присоединяться к стаду с самками, в котором есть хотя бы одна самка, готовая к зачатию. За это время в драках за неё определяется самый сильный самец.

### Коммуникация

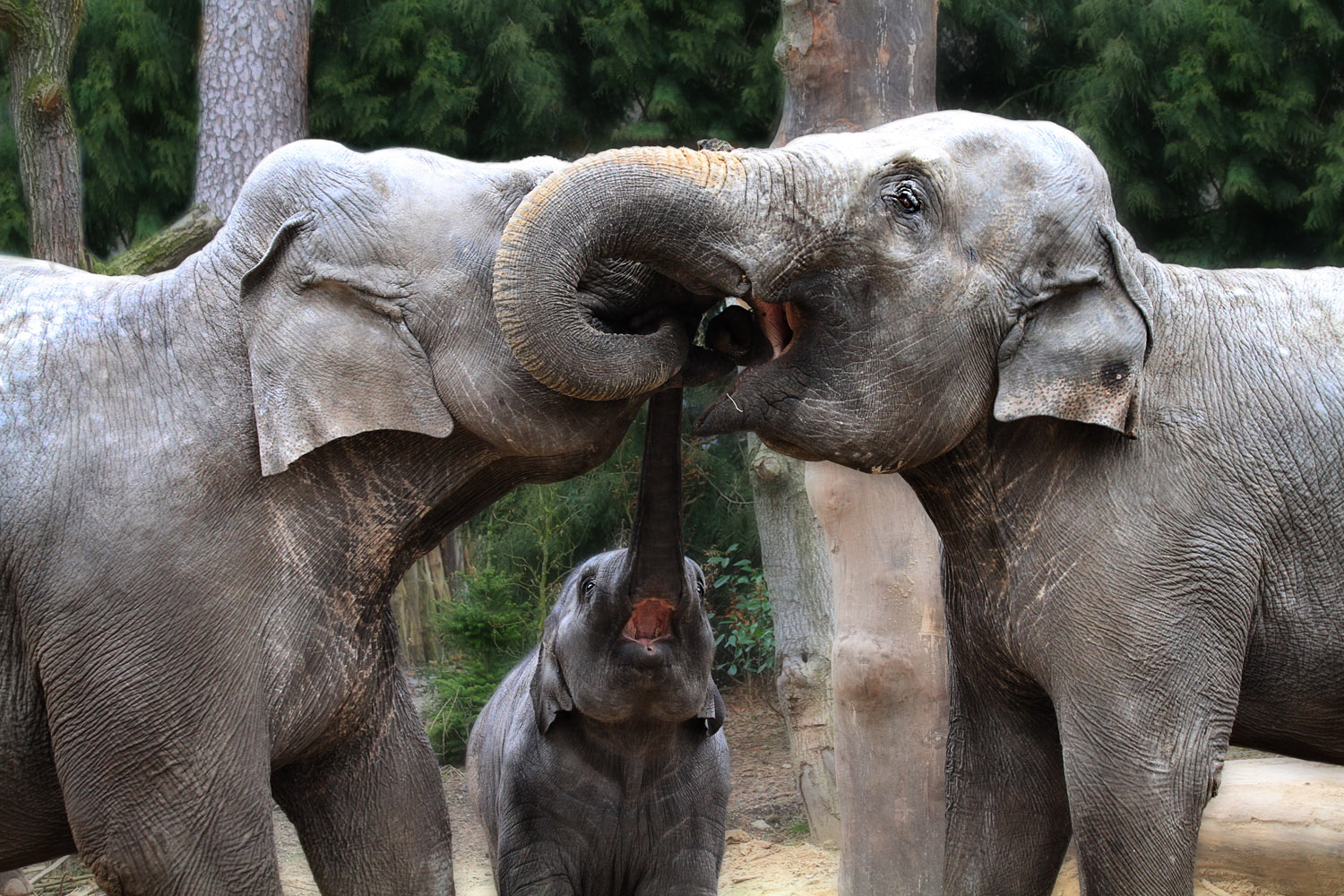
Азиатские слоны приветствуют друг друга

Тактильный контакт — важный аспект коммуникации среди слоновых. Особи приветствуют друг друга, поглаживая или обхватывая свои хоботы. Последний жест встречается также в ситуациях лёгкого соперничества. Старшие особи наказывают младших ударами хобота, ног, или толкают их. Особи всех полов и возрастов дотрагиваются до ртов, височных желёз и гениталий друг друга при встрече или в состоянии возбуждения, что позволяет им воспринять сигналы, основанные на химических выделениях. Тактильный контакт особенно важен в общении слонихи и слонёнка. При движении мать постоянно трогает детёныша хоботом, ногами или хвостом, в зависимости от того, находится ли детёныш перед ней, рядом или за ней. Слонёнок, которому требуется отдых, прижимается к передним ногам матери, а если он хочет есть, то будет трогать её вымя или ноги.
Зрительная коммуникация у слоновых в основном предполагает агрессию. Слоны стараются казаться более угрожающими, поднимая голову и расправляя уши. К этому по необходимости могут быть добавлены качания головы, хлопанье ушами и швыряние земли и растительности. Возбуждённые слоны поднимают хобот вверх. Особи, готовые подчиниться, опускают голову и хобот, а уши поджимают к шее, а те, кто принимает вызов, вытягивают уши.
Слоновые издают различные звуки, в основном через гортань, хотя некоторые могут быть модифицированы хоботом. Наиболее известным слоновьим звуком является трубление. Слоновые трубят в состоянии возбуждения, страдания и угрозы. Сражающиеся слоны ревут и визжат, раненые тоже ревут, но иначе. При некотором возбуждении слоновые издают характерный рокот, который по своей тональности уходит в инфразвук. Особую важность инфразвуковые позывы приобретают при коммуникации на больших расстояниях. Индийские слоны способны издавать звуки частотой 14—24 Гц, с силой звука в 85—90 дБ на протяжении 10—15 секунд. Африканские же слоны способны издавать звуки частотой 15—35 Гц, с силой до 117 дБ, которые разносятся на многие километры (возможно, до 10 км).
В национальном парке Амбосели (Кения, Африка), где проводились исследования методов коммуникации слонов, было идентифицировано много разных типов инфразвуковых сигналов. Члены семейной группы издают приветственный рокот после разлуки в несколько часов. Позывные особи, разлучённой со своей группой, звучат как тихие немодулированные звуки. Ответный позыв членов группы начинается громко и постепенно стихает. Тихий рокот слонихи — матриарха стада может означать сигнал «идём», предназначенный остальным особям, так как пришло время перебраться на новую точку. Самцы в состоянии муста издают особенный низкочастотный пульсирующий рокот. Этот рокот может быть отвечен также низкочастотным хором самок. Громкий звук издаёт течная самка после спаривания, а члены её семейной группы отвечают ей (т. н. «mating pandemonium»).
Слоновые используют т. н. сейсмическую коммуникацию — вибрации, вызываемые ударами о землю, и звуковые волны, проходящие через неё. Предположительно сейсмические сигналы проходят в среднее ухо слона через кости передних конечностей. Прислушиваясь к сейсмическим сигналам, слоновые переносят вес на передние ноги и на какое-то время замирают. У слоновых можно обнаружить несколько адаптаций под сейсмическую коммуникацию, в том числе в строении подушечек ступней и устройстве слухового канала. Слоны используют этот метод коммуникации в нескольких целях. Бегущая или имитирующая бег особь может создавать вибрации, которые можно уловить на больших расстояниях. Уловив сейсмический сигнал тревоги, что может означать приближение хищника, слоны становятся в защитную стойку, а семейные группы собираются вместе. Сейсмические волны, вызванные движением, распространяются на расстояние более чем 30 км.

### Уровень интеллекта
Слоновые могут опознавать себя в зеркальном отражении, что считается признаком самосознания, которое также было продемонстрировано у некоторых обезьян и дельфинов. Одно исследование, проведённое на самке индийского слона, выращенной в неволе, показало, что эти животные способны запоминать и различать многие визуальные и некоторые звуковые пары. Повторное тестирование год спустя вновь показало высокие результаты, что указывает на развитую память. Слоновые относятся к немногим видам животных, применяющих инструменты. Одно наблюдение за индийским слоном показало использование им веток в качестве мухобоек. Тем не менее, в своей способности создавать инструменты слоны уступают шимпанзе. На наличие хорошей памяти у слонов указывает их способность отслеживать местонахождение членов своей семейной группы. Исследователи не пришли до сих пор к единому мнению, насколько слоновые способны испытывать эмоции. Наблюдения указывают на наличие определённого ритуала, связанного со смертью. Кроме того, слоны проявляют интерес к черепам и бивням своего вида, вне связи со степенью родства. К умирающему или мёртвому слону проявляется повышенное внимание особей его и не только его семейной группы.

### Питание

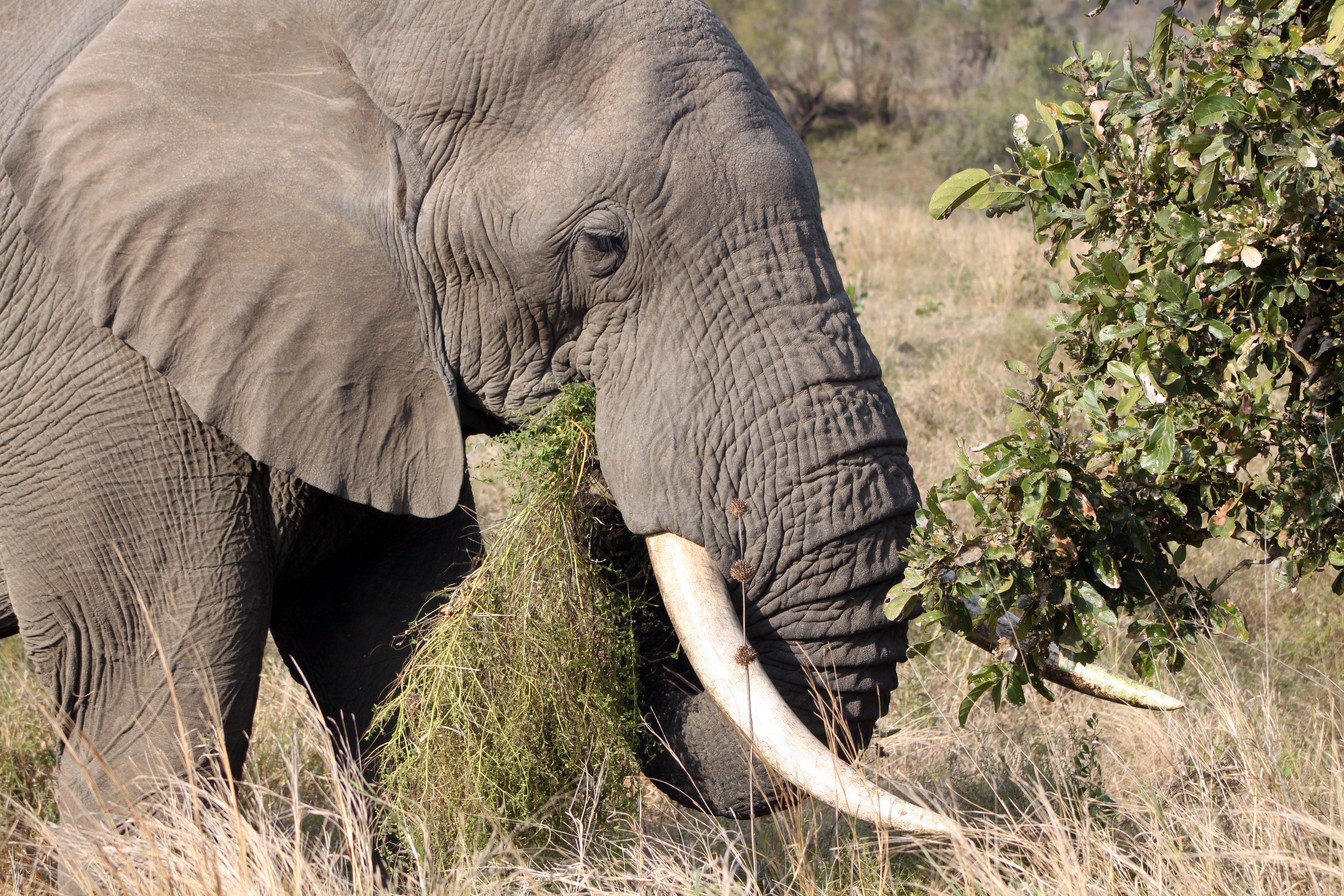
Саванный слон ест траву, Национальный парк Крюгера

В естественных условиях рацион питания слонов напрямую зависит от региона их обитания. Слоны, живущие на юге Индии, к примеру, любят жевать листву фикуса, слоны же, обитающие в Зимбабве, потребляют совсем другие растения. Источник пищи слонов меняется также в зависимости от сезонов засухи или дождей. Вообще же в рацион этих животных входят листья, кора и плоды различных деревьев, трава, которая удовлетворяет их потребность в минералах.
Для перемалывания пищи при жевании слонам служат коренные зубы, расположенные во рту на обеих челюстях. Однако, в отличие от бивней, они не отличаются долговечностью и с возрастом постепенно стираются и выпадают, уступая место новым. Всего в течение жизни у слонов сменяется шесть комплектов коренных зубов. Только один зуб слона может весить до девяти килограмм. Когда старые слоны лишаются последних зубов, они обычно направляются к берегам водоёмов или в заболоченные районы, где есть мягкая растительность, не требующая тщательного пережёвывания. Однако в конечном итоге, когда и такое питание становится невозможным, они слабеют и умирают от истощения.
Основной пищей для слонов в неволе служат трава и сено. Любимым лакомством слонов служат различные сладкие плоды, такие как яблоки и бананы. Из овощей слоны любят морковь. Также большой популярностью пользуются печенье и хлеб. Слоны, как и люди, любят конфеты различных сортов. И, так же как у людей, у слонов есть риск переедания сладкого. Как следствие, у животного появляются проблемы со здоровьем. Слон толстеет, его поведение становится неестественным: животное ходит вдоль ограды пошатываясь, ожидая прихода посетителей с долгожданными конфетами. Также отмечено, что слон, наевшийся перезревших и забродивших фруктов, может опьянеть.
За один день слон потребляет около 300 кг листьев и травы, содержащих высокий процент влаги. Это касается слонов, живущих на свободе. В неволе взрослый слон съедает около 30 кг сена, 10 кг овощей, 10 кг хлеба. В зависимости от температуры воздуха слон выпивает от 100 до 300 литров воды за один день.

### Взаимодействие с человеком

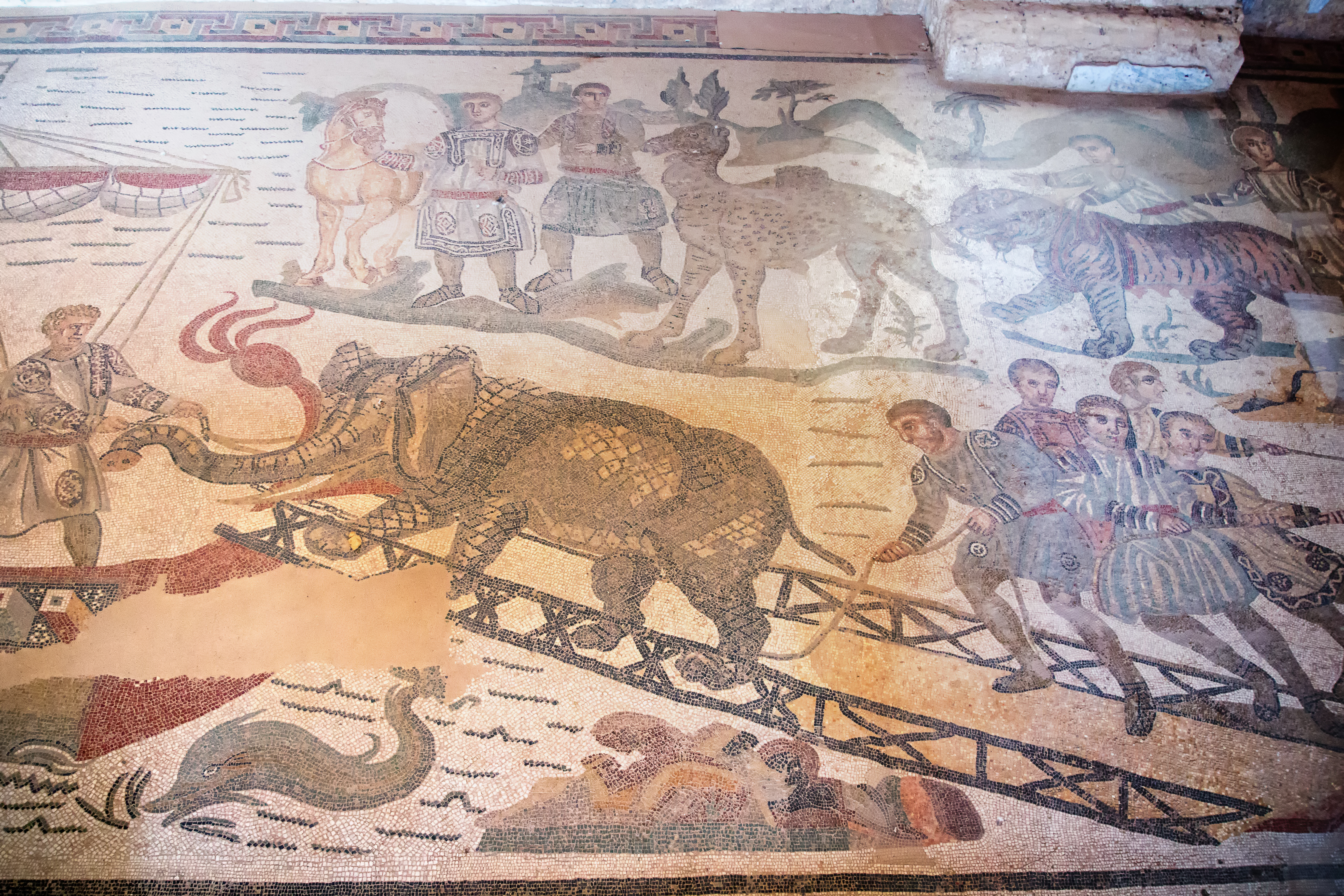
Погрузка слона на корабль. Римская мозаика из Вилла дель-Казале близ Пьяцца-Армерина (Сицилия). IV в. н. э.

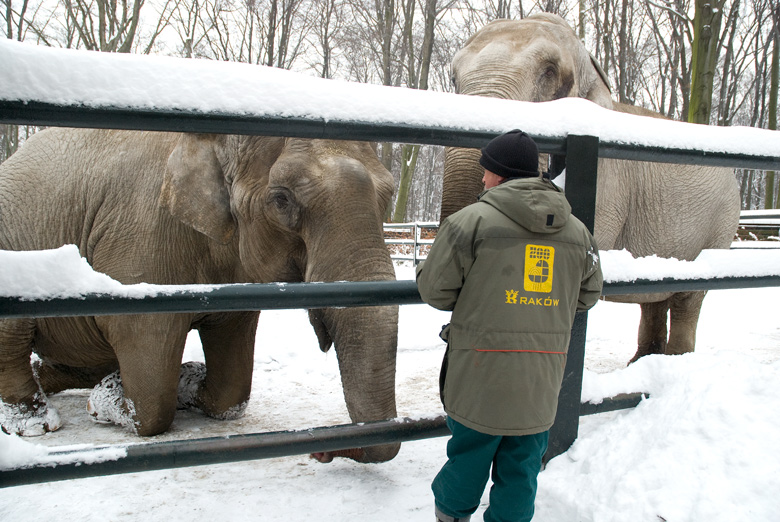
Азиатские слоны в загоне и человек

#### Приручение
Индийские слоны хорошо приручаются, в то время как африканских слонов приручить удаётся редко (например, на станции по приручению слонов в Гангала-на-Бодио, Национальный парк Гарамба, Демократическая Республика Конго, созданной в начале XX века и существовавшей до 1970-х годов). Слонов используют как транспортное средство в труднопроходимой местности, на хозяйственных, лесозаготовочных, погрузочных работах, в фотоохоте (туристическое сафари) на тигров и леопардов (на их спинах располагаются погонщики и туристы), а также в цирке. Несмотря на возможность дрессировки, зарегистрированы случаи нападения слона на человека: в США цирковая слониха Топси была приговорена к смерти за убийство троих человек, а 13 сентября 1916 года в штате Теннесси слониху по имени Мэри, задавившую нескольких человек, казнили без суда через повешение.

#### Слоны на войне
Слоны были приручены и стали использоваться в военных целях впервые в Индии (широко известен факт столкновения войска Александра Македонского с боевыми слонами именно там). Позднее слоны применялись как в войске Александра, так и в эллинистических государствах. Стоит заметить, что в бою слоны эффективны преимущественно для устрашения противника, незнакомого со слонами, поскольку противник, хорошо знакомый с ними, мог эффективно им противодействовать. К тому же слоны в пылу битвы порой переставали различать своих и чужих.

#### Казнь слонами
На протяжении тысяч лет слоны использовались в качестве орудия казни и пыток в странах Южной и Юго-Восточной Азии и особенно в Индии.

#### Говорящие слоны
Некоторым слонам приписывают способность к подражанию человеческой речи.

#### Охота на слонов
По описанию Бернгарда Гржимека, пигмеи Конго, охотники-собиратели, ещё недавно практиковали очень опасную охоту на слона в одиночку, без использования огнестрельного оружия. Охотник, с коротким зазубренным копьём, к которому на прочной верёвке был привязан поперечный брус дерева, старался подкрасться к слону поближе в зарослях и метал копьё слону в брюхо. Слон бросался бежать, сук на верёвке застревал в зарослях и копьё раздирало слону брюхо, нанося ему смертельные раны.
Современная очень дорогостоящая охота-сафари на слона в охотничьих заказниках Африки, не представляет никакой сложности или опасности даже для начинающего охотника, так как проходит под контролем профессиональных охотников, всегда готовых подстраховать богатого клиента и застрелить раненого слона из крупнокалиберного ружья.

### Этимология слова «слон»
Слово слон восходит к праславянской форме *slonъ, происхождение которой не установлено. Некоторые учёные считают, что слово «слон» тюркского происхождения. Подробнее об этимологии слова см. статью в Викисловаре.

### Образ слона в культуре
В русском языке слон ассоциируется с большим размером и заметностью («делать из мухи слона», «слона-то я и не приметил»), неуклюжестью («слон в посудной лавке»), большим весом («топаешь как слон»), силой, уверенностью в себе, неуязвимостью («как слону дробина», «толстокожий как слон»), приятностью и полезностью («раздача слонов»), иностранным происхождением («Россия — родина слонов»).

#### Логотипы напитков и других товаров
- Слон изображён на логотипе Московской чайной фабрики[46].
- Логотипом кофе «Гиндукуш» является слон.
- Индийский чай «со слоном»[47].
- Чай со слоном (Williamson Tea)[48].
- Чай «Три слона».
- Автомобиль Bugatti Type 41 Royale украшала фигурка слона на пробке радиатора[49].

В политике

Флаг Сиама в 1855—1916 годах

- Неофициальный символ Республиканской партии США — слон

#### В геральдике
- Герб Гвинеи в 1958—1984 годах.
- Герб Республики Конго[50].
- Герб Кот-д’Ивуара (название страны в переводе с французского языка означает «берег слоновой кости»)[51].

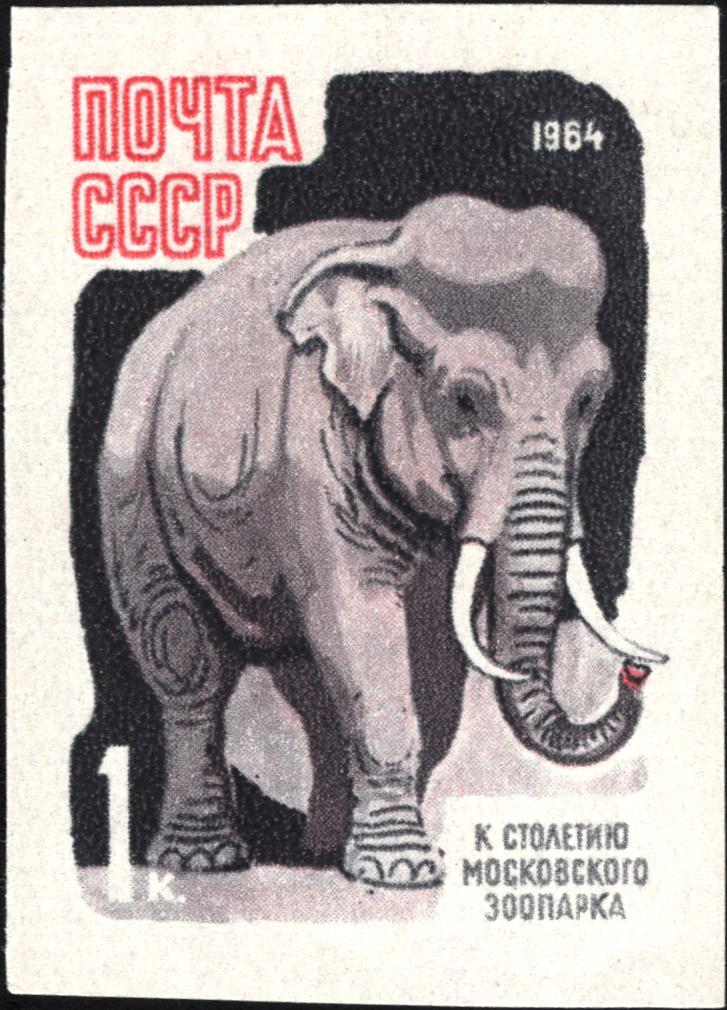
Почтовая марка СССР, 1964 год

- Почтовая марка СССР, 1964 годГерб Центральноафриканской Республики.
- Герб Эсватини[52].
- Печать и флаг Бангкока[53].
- Герб Кобринского сельского поселения[54].
- Герб города Ковентри[55].
- Герб города Среднеколымска (Якутия) в 1967—2006 годах[56].
- Флаг белого слона — флаг Сиама (Таиланд) в 1855—1916 годах с изображением белого слона (королевский символ) на красном фоне[57][58].
- Фамильный герб Абрама Петровича Ганнибала, прадеда А. С. Пушкина по материнской линии, и основанного им рода[59].
- Фамильный герб баронского рода Лефорт.

#### В бонистике
Слон изображали на банкнотах страны:
- Вьетнам: 1000 донгов.
- Джибути: 100 франков.
- Замбия: 200 и 500 квачей.
- Зимбабве: 20, 500 и 50000000000000 долларов.
- Индия: 10 рупий.
- Камерун: 1000 франков.
- Конго: 5 и 100 франков.
- Лаос: 1000 кипов.
- Малави: 200 квачей.
- Мьянма: 200 и 5000 кьятов.
- Судан: 50 франков.
- Судан: 50 пиастров.
- Танзания: 10000 шиллингов.
- Центрально-Африканская Республика: 1000 франков.
- Шри-Ланка: 1000 рупий.
- Эфиопия: 100 талеров.
- ЮАР: 20 рандов[60].

#### В нумизматике

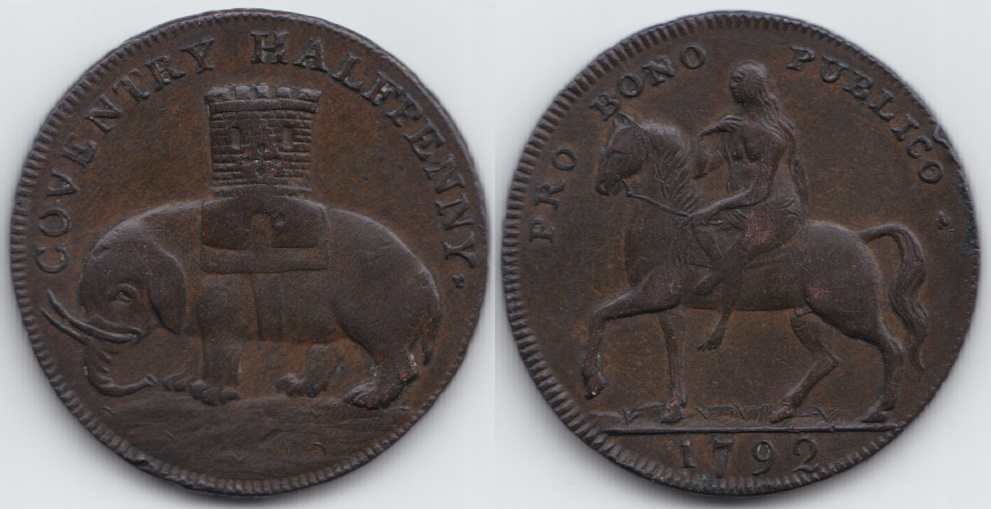
Токен номиналом 1/2 пенни 1792 года. Великобритания, графство Уорикшир, Ковентри.

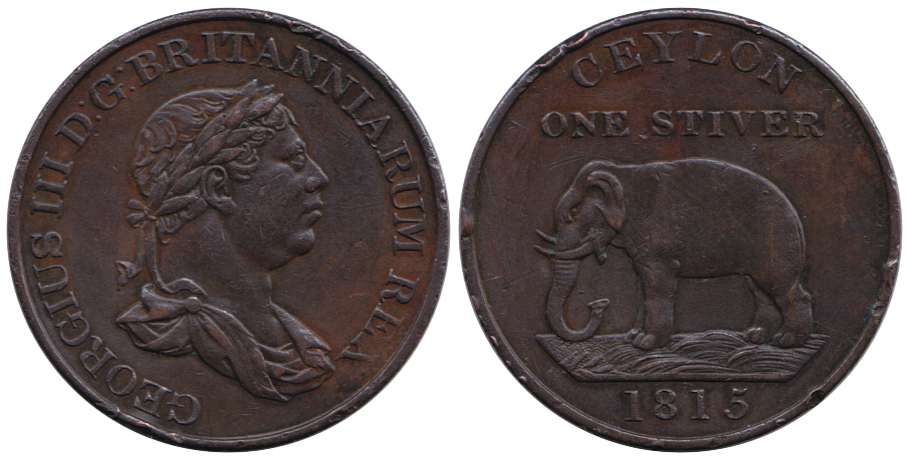
Стивер 1815 года. Британский Цейлон, Георг III.

На монетах изображали слонов следующие страны:
- Австралия: 1 доллар[61].
- Бенин: 1000 франков КФА (2014 год, серебро)[62].
- Бельгийское Конго: 1 франк КФА (1943 год), 2 франка (1943 год), 5 франков (1947 год).
- Британский Цейлон: стиверы и фракции риксдоллара (1801—1821)[63].
- Габон: 1000 франков КФА (2013, серебро)[64].
- Гана: 100 седи (2013, серебро)[65].
- Испания: 10 евро (2011, серебро)[66][67]
- Италия: 50 евро (2014, золото)[68].
- Канада: 5 и 20 долларов (2014, серебро)[69].
- Китай: 10000 юаней (2014, золото)[70]. Одна монета весит 1 кг.
- Малави: 20 квачей (2011, серебро)[71].
- Ниуэ: 1 доллар (2011 год, серебро)[72], 1 доллар (2012, серебро)[73].
- Палау: 5 долларов (2013, серебро)[74]
- Республика Конго: 1000 франков КФА (2010, серебро)[75].
- Российская Федерация: 100 рублей (1992, золото)[76].
- Руанда: 1000 франков КФА (2007, серебро+золото)[77].
- Сомали: 50 шиллингов (2013 год, биметалл)[78], 100 шиллингов (2013 год, серебро)[79][80].
- Танзания: 1500 шиллингов (2013, золото)[81].
- Того: 1000 франков КФА (2011, серебро)[82].
- Тувалу: 50 центов (в 2014 году Австралийский монетный двор г. Перт по заказу Правительства Тувалу изготовил серебряную монету серии «Материнская любовь»)[83]
- ЮАР: 20 центов (2002, серебро)[84], 20 центов (2011, серебро)[85].

#### В скульптуре

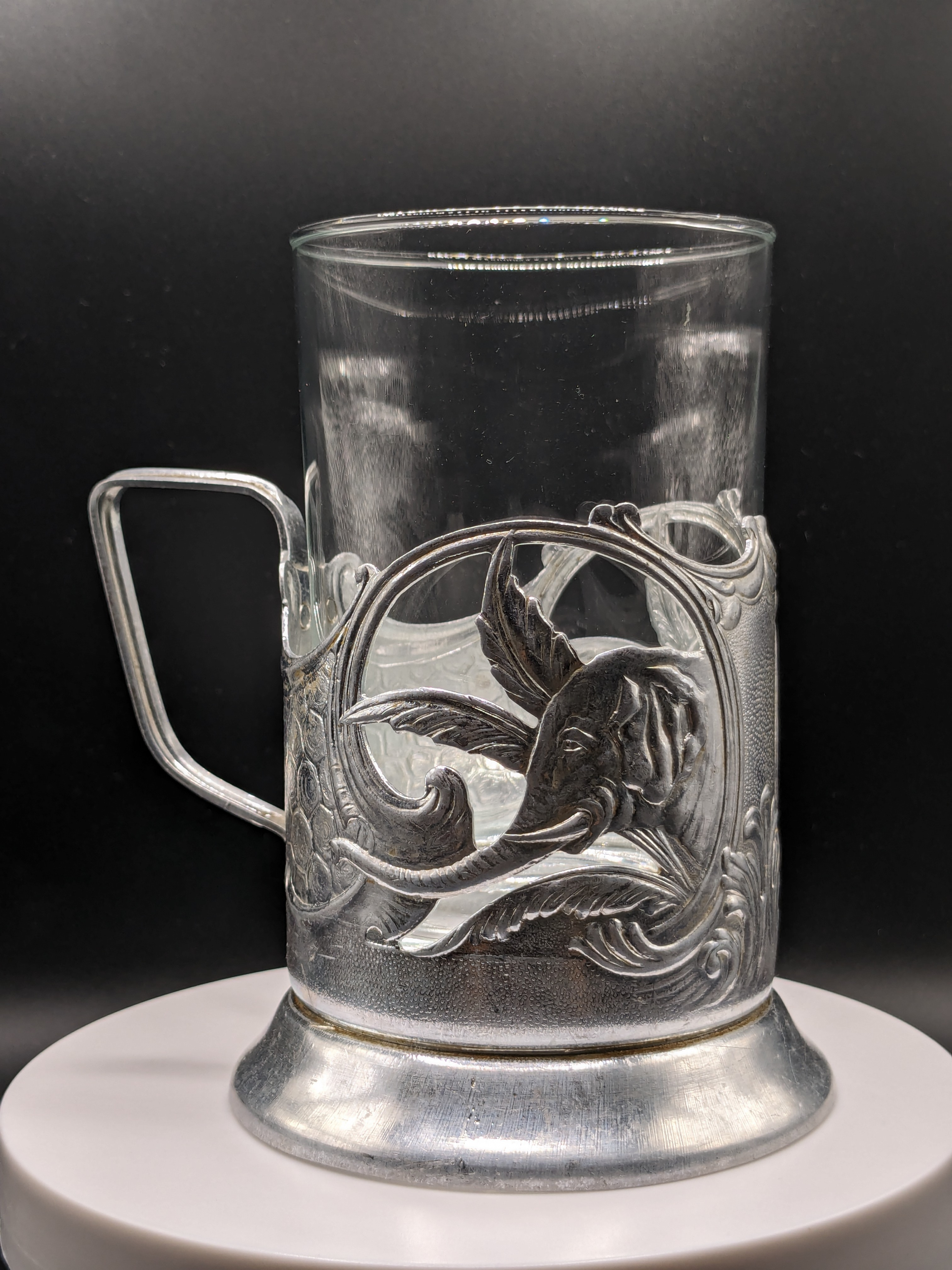
Подстаканник «Слон», производства Верх-Исетского завода

- Памятник розовому слонёнку (Переславль-Залесский).
- Памятник розовому слону (Ростов-на-Дону)[86].
- Скульптура «От улыбки» (Кемерово)[87].
- Барельеф «Слон и Моська» (Москва)[88]
- Памятник слону (Самара)[89].
- Памятник слонику (Вена)[90].
- Статуя трёхголового слона (Бангкок)[91]. Самый крупный памятник слону в мире.
- Три статуи трёхголовых слонов, охраняющих монаха (Храм Ват Хуай Монгкол)[92].
- Скульптура слона (Пекин)[93].
- Памятник слону и слепым мудрецам (Бонн)[94].
- Памятник слону (Чикаго)[95].
- Скульптура «Особенности гравитации для слона» (Париж).
- Скульптура «Слон в будке» (Ереван)[96].
- Памятник слону (Найроби)[97]. Самый первый памятник слону в мире.
- Памятник «Индийский мальчик со слоном» (Краснодар)[98].
- Памятник слону (Рим)[99].
- Статуя слона (Сингапур).
- Памятник слонам (Копенгаген).
- Памятник слону (Лондон).
- Памятник слону (Санкт-Петербург).
- Памятник слону (Кремоне).
- Дом со слонами (Самара).

#### В литературе
- Сергей Баруздин «Рави и Шаши».
- Владимир Чаплин «Шанго».
- Редьярд Киплинг «Моти-Гадж, мятежник».
- Лев Толстой «Шакалы и слон».
- Бернард Гржимек «Слоновья школа».
- Виталий Бианки «Небесный слон».
- Александр Иванович Куприн «Слон».
- Иван Андреевич Крылов «Слон и Моська».
- Жан и Лоран де Брюнофф. Серия о слоне Бабаре.

#### В кинематографе
- Белый слон — премия Гильдии киноведов и кинокритиков России.
- Белый слон[нем.] — немецкая кинопремия за детские фильмы.
- Белый слон
- Белый охотник, чёрное сердце
- Бивни
- Боба и слон
- Больше чем жизнь
- Воды слонам!
- Волшебное приключение Эвы
- Выживающие Берега скелетов
- И вот пришёл Бумбо…
- Операция «Дамбо»
- Слон и верёвочка
- Слоны — мои друзья[100]
- Солдат и слон
- Соло для слона с оркестром

#### В мультипликации
- Бабар
- Великая битва слона с китом
- Война слонов и носорогов
- Дамбо
- Освободите Джимми
- Сказка про доброго слона
- Слонёнок (мультфильм)
- Слонёнок Бабар
- Слонёнок заболел
- Слонёнок и письмо
- Слонёнок-турист
- Фантик. Первобытная сказка
- Хортон
- Чудо-замок
- Я вас слышу
- Я жду птенца
- Jerry and Jumbo

#### В музыке
- Песня про белого слона (Владимир Высоцкий, 1972).
- Семь слонов (Владимир Болотин, 1978).
- Розовый слон (Станислав Пожлаков — Глеб Горбовский, 1972).

#### В фалеристике
- Орден Белого слона (тайск. เครื่องราชอิสริยาภรณ์ อันเป็นที่เชิดชูยิ่ง ช้างเผือก — Священнейший орден Белого слона) — государственная награда Королевства Таиланд, орден, присуждаемый за военные и гражданские заслуги[101].
- Орден Слона (дат. Elefantordenen) — высшая национальная награда Дании.

### Знаменитые слоны
- Батыр
- Гуруваюр Кешаван
- Джамбо
- Кастор и Поллукс
- Косик
- Линь Ван
- Мэри
- Топси
- Ханако
- Ханно
- Ханскен